# Schi acrobatic la Jocurile Olimpice de iarnă din 2022 - schi cross (feminin)
Proba de schi acrobatic, schi cross feminin de la Jocurile Olimpice de iarnă din 2022 de la Beijing, China a avut loc pe 17 februarie 2022 la Genting Snow Park.

## Program
Orele sunt orele Chinei (ora României + 6 ore).
| Dată         | Ora                                                                    | Rundă                                                                         |
| ------------ | ---------------------------------------------------------------------- | ----------------------------------------------------------------------------- |
| 17 februarie | 11:30–12:15 14:00–14:32 14:35–14:51 14:54–15:02 15:10 După finala mică | Clasificare Optimi de finală Sferturi de finală Semifinale Finala mică Finala |

## Rezultate clasificare
| Loc | Nr. de concurs | Nume                 | Țară      | Timp    | Diferență |
| --- | -------------- | -------------------- | --------- | ------- | --------- |
| 1   | 5              | Sandra Näslund       | Suedia    | 1:15,21 | —         |
| 2   | 6              | Fanny Smith          | Elveția   | 1:17,06 | +1,85     |
| 3   | 8              | Daniela Maier        | Germania  | 1:17,63 | +2,42     |
| 4   | 10             | Hannah Schmidt       | Canada    | 1:18,07 | +2,86     |
| 5   | 1              | Marielle Thompson    | Canada    | 1:18,16 | +2,95     |
| 6   | 18             | Lucrezia Fantelli    | Italia    | 1:18,17 | +2,96     |
| 7   | 7              | Brittany Phelan      | Canada    | 1:18,17 | +2,96     |
| 8   | 11             | Courtney Hoffos      | Canada    | 1:18,28 | +3,07     |
| 9   | 13             | Talina Gantenbein    | Elveția   | 1:18,31 | +3,10     |
| 10  | 4              | Alexandra Edebo      | Suedia    | 1:18,49 | +3,28     |
| 11  | 14             | Sami Kennedy-Sim     | Australia | 1:19,14 | +3,93     |
| 12  | 12             | Jole Galli           | Italia    | 1:19,20 | +3,99     |
| 13  | 22             | Saskja Lack          | Elveția   | 1:19,21 | +4,00     |
| 14  | 16             | Ekaterina Maltseva   | COR       | 1:19,45 | +4,24     |
| 15  | 21             | Natalia Sherina      | COR       | 1:19,49 | +4,28     |
| 16  | 3              | Jade Grillet-Aubert  | Franța    | 1:19,54 | +4,33     |
| 17  | 20             | Elizaveta Ponkratova | COR       | 1:19,56 | +4,35     |
| 18  | 15             | Andrea Limbacher     | Austria   | 1:19,69 | +4,48     |
| 19  | 9              | Katrin Ofner         | Austria   | 1:19,95 | +4,74     |
| 20  | 24             | Johanna Holzmann     | Germania  | 1:20,95 | +5,74     |
| 21  | 23             | Christina Födermayr  | Austria   | 1:21,02 | +5,81     |
| 22  | 19             | Anastasia Chirtsova  | COR       | 1:21,53 | +6,32     |
| 23  | 17             | Nikol Kučerová       | Cehia     | 1:21,96 | +6,75     |
| 24  | 25             | Ran Hongyan          | China     | 1:25,85 | +10,64    |
| 25  | 26             | Pu Rui               | China     | 1:30,01 | +14,80    |
| 26  | 2              | Alizée Baron         | Franța    | NS      | NS        |

## Optimi de finală
Rezultate oficiale.
Primele două concurente din fiecare serie s-au calificate în sferturile de finală.

#### 1/8 finals
| Loc | Nr. de concurs | Nume                 | Țară   | Note |
| --- | -------------- | -------------------- | ------ | ---- |
| 1   | 1              | Sandra Näslund       | Suedia | C    |
| 2   | 16             | Jade Grillet-Aubert  | Franța | C    |
| 3   | 17             | Elizaveta Ponkratova | COR    |      |

| Loc | Nr. de concurs | Nume              | Țară    | Note |
| --- | -------------- | ----------------- | ------- | ---- |
| 1   | 8              | Courtney Hoffos   | Canada  | C    |
| 2   | 9              | Talina Gantenbein | Elveția | C    |
| 3   | 24             | Ran Hongyan       | China   |      |
| 4   | 25             | Pu Rui            | China   |      |

| Loc | Nr. de concurs | Nume                | Țară    | Note |
| --- | -------------- | ------------------- | ------- | ---- |
| 1   | 5              | Marielle Thompson   | Canada  | C    |
| 2   | 12             | Jole Galli          | Italia  | C    |
| 3   | 21             | Christina Födermayr | Austria |      |

| Loc | Nr. de concurs | Nume             | Țară     | Note |
| --- | -------------- | ---------------- | -------- | ---- |
| 1   | 4              | Hannah Schmidt   | Canada   | C    |
| 2   | 20             | Johanna Holzmann | Germania | C    |
| 3   | 13             | Saskja Lack      | Elveția  |      |

| Loc | Nr. de concurs | Nume               | Țară     | Note |
| --- | -------------- | ------------------ | -------- | ---- |
| 1   | 3              | Daniela Maier      | Germania | C    |
| 2   | 19             | Katrin Ofner       | Austria  | C    |
| 3   | 14             | Ekaterina Maltseva | COR      |      |

| Loc | Nr. de concurs | Nume                | Țară      | Note |
| --- | -------------- | ------------------- | --------- | ---- |
| 1   | 11             | Sami Kennedy-Sim    | Australia | C    |
| 2   | 22             | Anastasia Chirtsova | COR       | C    |
| DNF | 6              | Lucrezia Fantelli   | Italia    |      |

| Loc | Nr. de concurs | Nume            | Țară   | Note |
| --- | -------------- | --------------- | ------ | ---- |
| 1   | 7              | Brittany Phelan | Canada | C    |
| 2   | 10             | Alexandra Edebo | Suedia | C    |
| 3   | 23             | Nikol Kučerová  | Cehia  |      |
| DNS | 26             | Alizée Baron    | Franța |      |

| Loc | Nr. de concurs | Nume             | Țară    | Note |
| --- | -------------- | ---------------- | ------- | ---- |
| 1   | 2              | Fanny Smith      | Elveția | C    |
| 2   | 18             | Andrea Limbacher | Austria | C    |
| 3   | 15             | Natalia Sherina  | COR     |      |

## Sferturi de finală
Primele două concurente din fiecare serie s-au calificat în semifinale.
| Loc | Nr. de concurs | Nume                | Țară    | Note |
| --- | -------------- | ------------------- | ------- | ---- |
| 1   | 1              | Sandra Näslund      | Suedia  | C    |
| 2   | 8              | Courtney Hoffos     | Canada  | C    |
| 3   | 9              | Talina Gantenbein   | Elveția |      |
| 4   | 16             | Jade Grillet-Aubert | Franța  |      |

| Loc | Nr. de concurs | Nume              | Țară     | Note |
| --- | -------------- | ----------------- | -------- | ---- |
| 1   | 5              | Marielle Thompson | Canada   | C    |
| 2   | 4              | Hannah Schmidt    | Canada   | C    |
| 3   | 12             | Jole Galli        | Italia   |      |
| 4   | 20             | Johanna Holzmann  | Germania |      |

| Loc | Nr. de concurs | Nume                | Țară      | Note |
| --- | -------------- | ------------------- | --------- | ---- |
| 1   | 11             | Sami Kennedy-Sim    | Australia | C    |
| 2   | 3              | Daniela Maier       | Germania  | C    |
| 3   | 19             | Katrin Ofner        | Austria   |      |
| 4   | 22             | Anastasia Chirtsova | COR       |      |

| Loc | Nr. de concurs | Nume             | Țară    | Note |
| --- | -------------- | ---------------- | ------- | ---- |
| 1   | 2              | Fanny Smith      | Elveția | C    |
| 2   | 7              | Brittany Phelan  | Canada  | C    |
| 3   | 18             | Andrea Limbacher | Austria |      |
| 4   | 10             | Alexandra Edebo  | Suedia  |      |

## Semifinale
| Loc | Nr. de concurs | Nume              | Țară   | Note        |
| --- | -------------- | ----------------- | ------ | ----------- |
| 1   | 1              | Sandra Näslund    | Suedia | Finala mare |
| 2   | 5              | Marielle Thompson | Canada | Finala mare |
| 3   | 4              | Hannah Schmidt    | Canada | Finala mică |
| 4   | 8              | Courtney Hoffos   | Canada | Finala mică |

| Loc | Nr. de concurs | Nume             | Țară      | Note        |
| --- | -------------- | ---------------- | --------- | ----------- |
| 1   | 3              | Daniela Maier    | Germania  | Finala mare |
| 2   | 2              | Fanny Smith      | Elveția   | Finala mare |
| 3   | 7              | Brittany Phelan  | Canada    | Finala mică |
| 4   | 11             | Sami Kennedy-Sim | Australia | Finala mică |

## Finala mică
| Loc | Nr. de concurs | Nume             | Țară      | Note |
| --- | -------------- | ---------------- | --------- | ---- |
| 5   | 7              | Brittany Phelan  | Canada    |      |
| 6   | 8              | Courtney Hoffos  | Canada    |      |
| 7   | 4              | Hannah Schmidt   | Canada    |      |
| 8   | 11             | Sami Kennedy-Sim | Australia |      |

## Finala
| Loc | Nr. de concurs | Nume              | Țară     | Note  |
| --- | -------------- | ----------------- | -------- | ----- |
| 1   | 1              | Sandra Näslund    | Suedia   |       |
| 2   | 5              | Marielle Thompson | Canada   |       |
| 3   | 3              | Daniela Maier     | Germania | [ 4 ] |
| 3   | 2              | Fanny Smith       | Elveția  |       |